# Diane Keaton
Diane Keaton (rođena 5. siječnja 1946. kao Diane Hall), američka filmska glumica, redateljica i producentica. Keaton je karijeru započela u kazalištu, a filmski debi ostvarila 1970. Njezina prva veća uloga bila je ona Kay Adams u Kumu (1972.), ali filmovi koji su joj oblikovali karijeru su oni koje je snimila s redateljem Woodyjem Allenom, počevši sa Zasviraj ponovno, Sam (1972.). Njezina sljedeća dva filma, Spavač (1973.) i Ljubav i smrt (1975.), predstavila su je kao komičarku. Njezin četvrti film s Allenom, Annie Hall (1977.), joj je donio Oscar za najbolju glavnu glumicu.
Keaton je kasnije proširila svoj repertoar, kao što se to može vidjeti u Tražeći g. Goodbara (1977.) i u svojim izvedbama koje su joj donijele nominacije za Oscara za Crvene (1981.) i Marvinovu sobu (1996.). Neki od njezinih popularnijih kasnijih filmova su Mladenkin otac (1991.) i Klub prvih supruga (1996.). Filmovi u kojima je nastupila u Sjevernoj Americi su zaradili 1,1 milijardu dolara. Osim glume, bavi se fotografiranjem, nekretninama i povremenim pjevanjem.

## Rani život i školovanje
Rođena je kao Diane Hall u Los Angelesu, Kalifornija, kao najstarije od četvero djece. Njezin otac Jack Hall (1921. – 1990.) bio je inženjer, a njezina majka Dorothy Keaton (rođena 1921.) je bila domaćica i fotografkinja amaterka. Njezin otac došao je iz irsko-američke katoličke obitelji, a majka iz metodističke. Keaton je pod majčinim utjecajem odgojena kao metodist. Želja za glumačkom karijerom javila se kad je vidjela majku kako osvaja dramsku nagradu "Gđa. Los Angeles" za domaćice. Keaton je tvrdila da ju je teatralnost događaja inspirirala da postane kazališna glumica. Kao jednu od inspiracija, navela je i Katharine Hepburn, kojoj se divi zbog uloga snažnih i neovisnih žena.
1964. je maturirala u Santa Monica High School u Santa Ani, Kalifornija. Tijekom boravka u srednjoj školi je sudjelovala u pjevačkim i glumačkim sekcijama i nastupila kao Blanche DuBois u školskoj produkciji Tramvaja zvan čežnja. Nakon mature je pohađala Santa Ana College, a kasnije Orange Coast College kao studentica glume, ali je odustala nakon godinu dana kako bi se bavila zabavnom karijerom na Manhattanu. Nakon pridruženja organizaciji Actor's Equity, uzela je prezime Keaton, majčino djevojačko prezime, jer je tamo već bila registrirana jedna Diane Hall.
Keaton je glumu počela studirati u Neighborhood Playhouseu u New Yorku. Prvo je počela studirati po Meisner tehnici, grupnoj glumačkoj tehnici koju je u dvadesetima popularizirao Sanford Meisner, njujorški redatelj glume.
1968. je postala zamjena u produkciji originalnog broadwayskog mjuzikla Kosa. Stekla je loše ime jer se nije htjela svući u dijelovima mjuzikla kad je cijela glumačka postava nastupala gola, iako je to ostavljeno na volju glumaca. (Oni koji su nastupali goli dobili su dodatnih 50 dolara). Nakon devetomjesečne produkcije Kose, prijavila se za ulogu u produkciji Zasviraj ponovno, Sam Woodyja Allena. Nakon što umalo nije odbijena jer je bila previsoka (1,73 cm, 5 više od Allena), dobila je ulogu.

## Karijera

### 1970-te
Nakon što je nominirana za nagradu Tony u Zasviraj ponovno, Sam, Keaton je ostvarila filmski debi u Ljubavnicima i drugim strancima. Nastavila je s gostujućim ulogama u televizijskim serijama Love, American Style i Night Gallery. Između filmova, Keaton se pojavila u nizu reklama za dezodoranse.
Slavu je stekla ulogom Kay Adams, djevojke Michaela Corleonea (kojeg je glumio Al Pacino) u blockbusteru Francisa Forda Coppole iz 1972., Kum. Coppola je naglasio da je Keaton prvi put vidio u Ljubavnicima i drugim strancima te da ju je angažirao zbog njene ekscentrične reputacije koju je htio da unese u ulogu. (Keaton tvrdi da je u to vrijeme bila nazivana "šašavom glumicom" filmske industrije"). Njezina izvedba u filmu djelomično je temeljena na njenom stvarnom iskustvu snimanja filma, što je opisala kao biti "žena u svijetu muškaraca". Kum je 1972. osvojio Oscar za najbolji film.
Dvije godine poslije je reprizirala svoju ulogu u Kumu II. Prvo nije bila sklona ideji o repriziranju uloge, navevši "Isprva sam bila skeptična o igranju Kay u nastavku Kuma. Ali nakon što sam pročitala scenarij, lik se doimao puno snažniji nego u prvom filmu." U nastavku se njezin lik dramatično promijenio jer je bio više ozlojeđen muževim aktivnostima. Iako je s oba filma stekla slavu, važnost njezina lika bila je minimalna. Time je napisao da je bila "nevidljiva u Kumu i blijeda u Kumu II".
Keatonini drugi filmovi sedamdesetih su uključivali mnoge suradnje s Woodyjem Allenom. Iako je u vrijeme kad su snimali filmove njihova veza bila gotova, glumila je mnoge ekscentrične likove u nekoliko njegovih humorističnih i dramskih filmova uključujući Spavača, Ljubav i smrt, Interijere, Manhattan i filmsku verziju Zasviraj ponovno, Sam, koju je režirao Herbert Ross. Allen je u svojoj ranoj karijeri Keaton nazvao svojom muzom.
1977. Keaton je nastupila s Allenom u romantičnoj komediji Annie Hall, u kojoj je igrala jednu od svojih najslavnijih uloga. Annie Hall je napisao i režirao Allen, njezin ljubavnik u to vrijeme, a za film se vjeruje da je autobiografija njegove veze s Keaton. Allen je djelomično lik Annie Hall temeljio na Keaton ("Annie" je njen nadimak, a "Hall" njezino originalno prezime). Allen je u ulogu ubacio mnoge od Keatononih manira i njezin smisao za humor na vlastiti račun. Keaton je rekla kako je Allen od lika stvorio njezinu "idealiziranu verziju". Film je postigao veliki komercijalni i kritički uspjeh i osvojio Oscar za najbolji film. Keatonina izvedba donijela joj je Oscar za najbolju glavnu glumicu. Časopis Premiere 2006. je naveo Keatoninu izvedbu u Annie Hall kao 60. najbolju svih vremena.
Keatonina ekscentrična odjeća u Annie Hall, koja je sastojala većinom od starinske muške odjeće, uključujući kravatu, vestu, vrećaste hlače i šešire s obodom, učinila ju je modnom ikonom kasnih sedamdesetih. Većina odjeće koja se može vidjeti u filmu je bila Keatonina, koja je bila poznata po svojem nestašnom načinu odijevanja i prije Annie Hall, iako su na kostimima u filmu radili Ruth Morley i Ralph Lauren. Ubrzo nakon objavljivanja filma, među ženama su postala popularna ženska odijela. Keaton je reprizirala svoju pojavu iz Annie Hall na dodjeli Oscara 2003. kad je došla u muškom smokingu i polucilindru. Postala je česta meta modnog kritičara Mr. Blackwella, našavši se pet puta na njegovom popisu najgore odjevenih.
Fotografija Douglasa Kirklanda s njom našla se 26. rujna 1977. na naslovnici Timea s pričom koja je opisuje kao "najduhovitiju ženu koja trenutno radi na filmu." Kasnije te godine je napustila komične uloge i prihvatila onu u drami Tražeći g. Goodbara, temeljenoj na romanu Judith Rossner. U filmu je glumila katoličku učiteljicu za gluhu djecu koja živi dvostrukim životom, provodeći noći u barovima za samce i upuštajući se u promiskuitetni seks. Isto izdanje Timea pohvalilo je njezin izbor uloga i kritiziralo ograničene uloge koje su dostupne glumicama u američkim filmovima:
"Glumac može biti pilot, boriti se u ratu, ubiti negativca, utjeloviti veliku zvjerku u biznisu ili politici. Za muškarce se pretpostavlja da su interesantni. Glumice mogu glumiti ženu, kurvu, zatrudniti, izgubiti dijete i, da vidimo ... Za žene se pretpostavlja da su zatupljene. ... Sada pozorni promatrač može istaknuti nekoliko novih filmova čiji redatelji misle da se žene same mogu hrvati s dramskom težinom produkcije. Onda je tu Diane Keaton u Tražeći g. Goodbara. Kao Theresa Dunn, Keaton dominira ovom riskantnom, nasilnom dramatizacijom romana Judith Rossner iz 1975. o učiteljici koja kruži barovima za samce."
Osim glume, Keaton je rekla "imam dugogodišnju ambiciju da budem pjevačica." U sedamdesetima je imala kratku, nerealiziranu karijeru kao pjevačica. Njezina prva ploča bila je snima originalne postave Kose 1971. 1977. je počela snimati pjesme za svoj samostalni album, ali on nikad nije objavljen.
Keaton je više uspjeha postigla s fotografijom. Kao i lik u Annie Hall, Keaton je fotografiranje bilo dugogodišnji hobi, zanimanje koje je pokupila kao tinejdžerica od majke. Dok je krajem sedamdesetih putovala počela je svoju razbibrigu uzimati ozbiljnije. "Rolling Stone me zvao da fotografiram za njih, i mislila sam, 'Čekaj malo, što mene zanima u ovim predvorjima, i ovim čudnim plesnim dvornama u ovim starim hotelima.' Pa sam ih počela slikati," objasnila je 2003. "Ta mjesta bila su napuštena, i mogla sam se ušuljati tamo kad sam htjela i nikog nije bilo briga. Bilo je tako lako i mogla sam sve sama napraviti. Bila je to pustolovina za mene." Reservations, njezina kolekcija fotografija hotelskih interijera, objavljena je 1980. u obliku knjige.

### 1980-te
Nakon Manhattana 1979., Keaton i Woody Allen su okončali svoj dugi radni odnos te će to biti njihova zadnja velika suradnja sve do 1993. Keaton se 1978. upustila u vezu s Warrenom Beattyjem, a dvije godine poslije on ju je angažirao za ulogu u Crvenima. U filmu je glumila Louise Bryant, novinarku i zatomljenu kućanicu iz 1917., koja napušta muža kako bi radila s radikalnim novinarom Johnom Reedom (Beatty), i kasnije odlazi u Rusiju kako bi ga pronašla gdje piše kroniku Ruskog građanskog rata. New York Times je napisao da je Keaton bila "ništa manje nego veličanstvena kao Louise Bryant - prekrasna, sebična, duhovita i poletna. To je najbolje djelo koje je ostvarila do sada." Keaton je za film zaradila svoju drugu nominaciju za Oscara.
Beatty je uzeo Keaton nakon što ju je vidio u Annie Hall, jer je htio njezinu prirodnu nervozu i nesiguran stav prema ulozi. Produkcija Crvenih odgađana je nekoliko puta od svojeg početka 1977. Keaton je zamalo napustila projekt kad je pomislila da nikad ni neće biti dovršen. Snimanje je konačno počelo dvije godine poslije. U priči Vanity Faira 2006., Keaton je opisala svoju ulogu kao "nekog tko želi biti poseban, ali je vjerojatno običan ... Znala sam što znači biti iznimno nesiguran." Pomoćnik redatelja Simon Relph kasnije je rekao kako je Louise Bryant bila jedna od njezinih najtežih uloga, i da "je umalo ostala slomljena."
Mala bubnjarica (1984.) je bio Keatonin prvi i neuspješni izlet u žanr akcijskog trilera. Mala bubnjarka bio je i komercijalni i kritički promašaj, a kritičari su naglašavali kako Keaton ne pristaje taj žanr. Dvije godine poslije je nastupila s Jessicom Lange i Sissy Spacek u Zločinima srca, humorističnoj adaptaciji drame Beth Hanley. 1987. je nastupila u Baby Boom, svojoj prvoj suradnji sa scenaristicom i producenticom Nancy Meyers. Glumila je ženu s karijerom s Manhattana koja se iznenada mora brinuti za malo dijete. Iste se godine pojavila u cameo ulozi u Allenovom filmu Dani radija, kao pjevačica u noćnom klubu. Dobra majka je bio krivi korak za Keaton. Film je bio komercijalno razočaranje, a neki kritičari su posebno kritizirali njezinu izvedbu.
Keaton je 1987. režirala i montirala svoj prvi film, dokumentarac nazvan Raj o mogućnosti života poslije smrti, koji je podijelio kritičare. Sljedeće četiri godine Keaton je režirala glazbene spotove za pjevače kao što je Belinda Carlisle, dva televizijska filma s Patriciom Arquette i epizode serije China Beach i Twin Peaks.

### 1990-te
U devedesetima se počela pojavljivati u zrelijim ulogama, često igrajući žensku glavu obitelji iz srednje klase. Desetljeće je započela s The Lemon Sisters, slabo ocijenjenom humornom dramom u kojoj je nastupila i koju je producirala, a koja je godinu dana nakon završetka bila odgođena. 1991. je nastupila sa Steveom Martinom u obiteljskoj komediji Mladenkin otac. Umalo nije ni dobila ulogu jer je komercijalni podbačaj Dobre majke doveo do zategnutih odnosa između nje i studija Walt Disney Pictures, koji je financirao oba filma. Nevjestin otac je bio njezin prvi veliki hit nakon četiri godine komercijalnih razočaranja.
Keaton je tu ulogu reprizirala u nastavku, kao žena koja ostaje trudna u srednjim godinama u isto vrijeme kad i njezina kćer. U recenziji San Francisco Examinera su je opet usporedili s Katharine Hepburn: "Ne oslanjajući se više na nesigurnost koja se probila u sve njene karakterizacije od sedamdsesetih, sada je postala Katharine Hepburn sa snažnim majčinskim instiktom, jer je ona lijepa i inteligentna glumica koja ne mora biti gruba ni oštra kako bi dokazala svoju ženstvenost."
Keaton je 1990. u Kumu III reprizirala ulogu Kay Adams. Smješten 21 godinu nakon događaja iz drugog nastavka, film je uključivao Keaton kao otuđenu bivšu ženu Michaela Corleonea. Kritike filma i Keaton ponovno su bile usmjerene na njezinu nevažnost u filmu. Washington Post je napisao: "Iako je ona autoritativna u ulozi, Keaton pati od nevažnosti osim da prigovara Michaelu za njegove grijehe iz prošlosti." 1993. je nastupila u Tajnovitim ubojstvima na Manhattanu, svojem prvom filmu s Woodyjem Allenom nakon 1979. Uloga je bila namijenjena za Miu Farrow, ali ova je odustala od projekta nakon prekida veze s Allenom.
1995. je režirala film Neznani junaci, svoj prvi dugometražni film objavljen u kinima, prema memoarima Franza Lidza. U njemu su nastupili Nathan Watt kao dječak u šezdesetima čija majka (Andie MacDowell) obolijeva od raka. Kako se njena bolest pogoršava, a njegov otac izumitelj (John Turturro) postaje sve distanciraniji, dječak je poslan da živi s dva ekscentrična strica (Maury Chaykin i Michael Richards). Za razliku od Lidzove knjige, Keaton je radnju iz New Yorka premjestila u Južnu Kaliforniju svojeg djetinjstva. Iako film nije postigao značajniji financijski uspjeh, film i režija su dobili pohvale od kritike.
Keatonin najuspješniji film desetljeća bio je Klub prvih supruga. Nastupila je s Goldie Hawn i Bette Midler kao trio "prvih supruga": srednjovječne žene koje su se razvele od svojih muževa jer su oni tražili mlađe žene. Keaton je izjavila da joj je snimanje ovog filma "spasilo život". Film je postigao veliki uspjeh zaradivši 105 milijuna dolara u sjevernoameričkim kinima te postao kultan među srednjovječnim ženama. Recenzije su bile uglavnom pozitivne za Keaton i njezine kolegice, a u San Francisco Chronicleu je nazvana "vjerojatno najboljom filmskom komičarkom u ovom trenutku."
1996. se u Marvinovoj sobi pojavila kao žena oboljela od leukemije. Bila je to adaptacija drame Scotta McPhersona. Meryl Streep je glumila njenu otuđenu sestru. Keaton je za film zaradila svoju treću nominaciju za Oscara. Iako hvaljen od kritike, film nije objavljen u velikom broju kina, što je Keaton koštalo Oscara. Izjavila je kako je najveći izazov za ulogu bio shvaćanje mentaliteta osobe koja se suočava sa smrtnom bolešću.

### 2000-te
Keatonin prvi film 2000. bio je Taj vražji telefon s Meg Ryan i Lisom Kudrow. Keaton je i režirala film, unatoč tvrdnji iz 1996. da se nikada više neće režirati u filmu, rekavši "kao redatelj automatski imaš različite ciljeve. Ne mogu razmišljati o režiranju kad glumim." Film je bio drama o tri sestre koje se nose sa senilnošću i iznenadnom smrti njihova starog oca. Kritike su bile slabe, a film je u Sjevernoj Americi zaradio 36 milijuna dolara.
2001. je ponovno nastupila s Warrenom Beattyjem u filmu Ljubav i drugi poroci, kritičkom i komercijalnom fijasku. Budžet je iznosio oko 90 milijuna dolara, ali film nije bio dovoljno zapažen te je zaradio samo 7 milijuna u sjevernoameričkim kinima. Peter Travers iz Rolling Stonea napisao je kako film "ne zaslužuje kritiku nego osmrtnicu".
2001. i 2002. je nastupila u četiri niskobudžetna televizijska filma. U religioznoj drami Sister Mary Explains It All je igrala fanatičnu časnu sestru, osiromašenu majku u drami Na tankom ledu, i knjigovođu u mafijaškoj komediji Plan B. U Crossed Over je glumila Beverly Lowry, ženu koja sklapa neobično prijateljstvo s prvom i jedinom ženom smaknutom u Teksasu, Karlom Faye Tucker.
Keatonin prvi veći hit nakon 1996. došao je s filmom Nancy Meyers iz 2003., Ljubav nema pravila, s Jackom Nicholsonom. Nicholson (66) i Keaton (57) su se činili kao hrabar izbor za glavne uloge u romantičnoj komediji. 20th Century Fox, studio koji je trebao distribuirati film, navodno ga je odbio producirati bojeći se da su glavni glumci prestari da bi bili isplativi. Keaton je to komentirala u Ladies' Home Journal: "Gledajte, ljudi moje i Jackove dobi su dublji, osjećajniji, jer imaju životnog iskustva. Imaju mnogo nade i strasti - zašto se ne bi zaljubili? Zašto filmovi ne to prikazivali?" Keaton je glumila srednjovječnu dramaturginju koja se zaljubljuje u mnogo starijeg dečka svoje kćeri. Film je ostvario veliki komericijalni uspjeh, zaradivši 125 milijuna dolara samo u Sjevernoj Americi. Roger Ebert je napisao da su "Keaton i Nicholson unijeli toliko iskustva, znanja i humora u svoje likove da film funkcionira na način na koji se scenarijem uopće nije računalo." Sljedeće godine Keaton je za ulogu četvrti put nominirana za Oscara.
2005. je nastupila u osrednje uspješnoj komediji Obiteljska stvar sa Sarom Jessicom Parker. Njezin posljednji film, Kako ja kažem!!!, s Mandy Moore, objavljen je 2. veljače 2007., a pobrao je loše kritike.
Keaton se bavi i producentskim radom na filmovima i televizijskim serijama. Producirala je Foxovu seriju Pasadena, koja je 2001. otkazana nakon samo četiri prikazane epizode, ali se 2005. prikazala u potpunosti na kabelskoj televiziji. 2003. je producirala dramu Gusa Van Santa Slon, o oružanom nasilju u školama. "Kao odrasla sam dužna razmišljati o svojim odgovornostima i pokušati shvatiti što se događa s mladim ljudima."
Izvan filmske industrije, Keaton je nastavila svoju fotografsku karijeru. 1987. je za Vanity Fair govorila o svojoj kolekciji: "Imam gomilu zbirku fotografija - scena ljubljenja iz filmova, filmova koje volim. Vizualne stvari su za mene ključne." Objavila je nekoliko kolekcija svojih fotografija, a radila je i kao urednica na kolekciji starinskih fotografija.
Istaknula se i kao agent za nekretnine. Prodala je nekoliko imanja u Južnoj Kaliforniji nakon što ih je renovirala i redizajnirala. Jedna od njenih klijentica je Madonna, koja je za 6,5 milijuna dolara 2003. od Keaton kupila imanje na Beverly Hillsu.

## Privatni život

### Veze i obitelj
Keatonina najpoznatija veza bila je ona s redateljem Woodyjem Allenom iz sedamdesetih. Prvi put su se sreli na njezinoj audiciji za brodwaysku produkciju Zasviraj ponovno, Sam, ali se nisu upoznali sve do večere nakon ponoćne probe. Allen tvrdi da ga je privukao njezin smisao za humor. Kratko su živjeli zajedno tijekom prikazivanja komada Zasviraj ponovno, Sam na Broadwayu, ali je njihova veza postala manje formalna u vrijeme kad se snimala filmska verzija, 1972. Između 1971. i 1993. zajedno su snimili osam filmova. Nakon što je njihova veza završila 1979. počela je hodati s Warrenom Beattyjem, svojim kolegom iz Crvenih. Veza s Beattyjem učinila ju je čestom temom tabloida i medija općenito, uloga na koju nije bila naviknula. (Kako je izbjegavala javna pojavljivanja, Vanity Fair ju je 1985. nazvao najodbojnijom zvijezdom poslije Grete Garbo"). Beatty i Keaton prekinuli su ubrzo nakon snimanja Crvenih. Vjerovalo se da je zato kriva zategnutost u međusobnim odnosima prouzročena mnogim produkcijskim problemima. Keaton je ostala u kontaktu i s Beattyjem i Allenom, a Allena opisuje kao jednog od najbliskijih prijatelja. Keaton je bila u vezi i s Alom Pacinom, svojim kolegom iz trilogije Kum. Završila je tijekom snimanja trećeg dijela.
Diane Keaton je majka dvoje djece: djevojčice nazvane Dexter (posvojene 1996.) i dječaka Dukea (posvojenog 2001.).

### Religijski pogledi
Keaton je izjavila da je producirala svoj dokumentarac Raj iz 1987. zato što "Sam uvijek bila religiozan tip ... Primarno sam za religiju bila zainteresirana jer sam željela otići u raj", ali je također izjavila da je agnostik.
Iako odgojena kao metodist, u televizijskom intervjuu u listopadu 2002., Keaton je rekla kako se trenutno smatra ateistom.
Woody Allen jednom je rekao za nju, "Vjeruje u Boga, ali vjeruje i to da radio radi zato što se u njemu nalaze sićušni ljudi."

## Nagrade i nominacije

### Oscari
- Pobjeda: Najbolja glumica, Annie Hall (1977.)
- Nominirana: Najbolja glumica, Crveni (1981.)
- Nominirana: Najbolja glumica, Marvinova soba (1996.)
- Nominirana: Najbolja glumica, Ljubav nema pravila (2003.)

### BAFTA nagrade
- Pobjeda: Najbolja glumica, Annie Hall (1977.)
- Nominirana: Najbolja glumica, Manhattan (1979.)
- Nominirana: Najbolja glumica, Crveni (1981.)

### Emmy nagrade
- Nominirana: Najbolja glavna glumica u miniseriji ili specijalu, Amelia Earhart: The Final Flight (1995.)

### Zlatni globusi
- Nominirana: Najbolja glumica u drami, Tražeći g. Goodbara (1978.)
- Pobjeda: Najbolja glumica u mjuziklu ili komediji, Annie Hall (1978.)
- Nominirana: Najbolja glumica u drami, Crveni (1981.)
- Nominirana: Najbolja glumica u drami, Shoot the Moon (1983.)
- Nominirana: Najbolja glumica u drami, Gđa. Soffel (1985.)
- Nominirana: Najbolja glumica u mjuziklu ili komediji, Baby Boom (1988.)
- Nominirana: Najbolja glumica u mjuziklu ili komediji, Tajnovita ubojstva na Manhattanu (1994.)
- Nominirana: Najbolja glumica u miniseriji ili TV filmu, Amelia Earhart: The Final Flight (1995.)
- Pobjeda: Najbolja glumica u mjuziklu ili komediji, Ljubav nema pravila (2004.)

## Filmografija
| Godina | Film                             | Uloga             | Bilješke                                 |
| ------ | -------------------------------- | ----------------- | ---------------------------------------- |
| 1970.  | Ljubavnici i drugi stranci       | Joan Vecchio      |                                          |
| 1972.  | Kum                              | Kay Adams         |                                          |
| 1972.  | Zasviraj ponovno, Sam            | Linda Christie    |                                          |
| 1973.  | Spavač                           | Luna Schlosser    |                                          |
| 1974.  | Kum II                           | Kay Adams         |                                          |
| 1975.  | Ljubav i smrt                    | Sonja             |                                          |
| 1977.  | Annie Hall                       | Annie Hall        | Oscar za najbolju glavnu glumicu         |
| 1977.  | Tražeći g. Goodbara              | Theresa Dunn      |                                          |
| 1978.  | Interijeri                       | Renata            |                                          |
| 1979.  | Manhattan                        | Mary Wilkie       |                                          |
| 1981.  | Crveni                           | Louise Bryant     | Nominacija za Oscara za najbolju glumicu |
| 1982.  | Shoot the Moon                   | Faith Dunlap      |                                          |
| 1984.  | Mala bubnjarica                  | Charlie           |                                          |
| 1986.  | Zločini srca                     | Lenny Magrath     |                                          |
| 1987.  | Dani radija                      | Pjevačica         | Cameo                                    |
| 1987.  | Baby Boom                        | J.C. Wiatt        |                                          |
| 1987.  | Raj                              |                   | Dokumentarac, scenaristica/redateljica   |
| 1988.  | Dobra majka                      | Anna Dunlap       |                                          |
| 1990.  | Kum III                          | Kay Adams         |                                          |
| 1990.  | The Lemon Sisters                | Eloise Hamer      |                                          |
| 1991.  | Mladenkin otac                   | Nina Banks        |                                          |
| 1993.  | Tajnovita ubojstva na Manhattanu | Carol Lipton      |                                          |
| 1995.  | Nevjestin otac 2                 | Nina Banks        |                                          |
| 1996.  | Klub prvih supruga               | Annie Paradis     |                                          |
| 1996.  | Marvinova soba                   | Bessie Greenfield | Nominacija za Oscara za najbolju glumicu |
| 1999.  | Druga sestra                     | Elizabeth Tate    |                                          |
| 2000.  | Taj vražji telefon               | Georgia Mozell    | Redateljica                              |
| 2001.  | Ljubav i drugi poroci            | Ellie Stoddard    |                                          |
| 2003.  | Ljubav nema pravila              | Erica Jane Barry  | Nominacija za Oscara za najbolju glumicu |
| 2003.  | Slon                             |                   | Izvršna producentica                     |
| 2005.  | Obiteljska stvar                 | Sybil Stone       |                                          |
| 2007.  | Kako ja kažem                    | Daphne Wilder     |                                          |
| 2007.  | Mamin sin                        | Jan Mannus        |                                          |
| 2008.  | Luda lova                        | Bridget Cardigan  |                                          |
| 2008.  | Smother                          | Marilyn Cooper    |                                          |

## Vanjske poveznice
- Diane Keaton u internetskoj bazi filmova IMDb-u (engl.)
- Diane Keaton's Fansite
- Diane Keaton's blog on The Huffington Post
- Diane Keaton interview  Arhivirana inačica izvorne stranice od 13. listopada 2007. (Wayback Machine)